# Tivadar utca
Tivadar utca est une rue de Budapest, située dans le quartier d'Erzsébetváros (7e arrondissement).